# اوست-لبد
اوست-لبد (به لاتین: Ust-Lebed) یک منطقهٔ مسکونی در روسیه است که در جمهوری آلتای واقع شده‌است.